# Сото (език)
Сото или сесото (южно сото) (sotho, /ˈsuːtuː/) е южен банту език, говорен от около 5,6 млн. души в Лесото (официален език), в ЮАР (където е един от 11-те официални езика), и в Зимбабве, където е един от 16-те официални езика.